# Rendang (plaats)
Rendang is een bestuurslaag in het regentschap Karangasem van de provincie Bali, Indonesië. Rendang telt 6437 inwoners (volkstelling 2010).